# 亚历山大·普罗库金
亚历山大·谢尔盖耶维奇·普罗库金（羅馬化：Oleksandr Serhiiovych Prokudin；1983年7月22日—），烏克蘭政治人物、公務員和警察，生于尼古拉耶夫。2023年2月起擔任赫爾松州州長，值得注意的是，俄罗斯当局也有设置赫尔松州州长职务，由乌克兰亲俄合作者弗拉基米尔·萨尔多担任。